# Agádír
Agádír (arabsky أغادير‎) je město v jihozápadním Maroku, ležící na pobřeží Atlantiku asi 500 kilometrů jižně od Casablanky. Agádír je hlavním městem regionu Souss-Massa.
V jazyce Berberů znamená Agádír opevněnou sýpku, původ tohoto slova je však punský a odvozuje se z punského gader „zeď“, „hradby“. Město je důležitým marockým přístavem. Ve městě žije přibližně 538 tisíc obyvatel. U města se nachází i mezinárodní letiště Al Massira.

## Historie
Ve středověku byla na místě dnešního města jen rybářská vesnice Agadir el-arba`.
V roce 1505 zde portugalští mořeplavci založili obchodní stanici Santa Cruz do Cabo de Gué. V roce 1541 se dostal pod nadvládu marocké dynastie Wattasid. V roce 1572 byla na 240 metrů vysokém vrchu nad zálivem postavena pevnost Kasbah.
Agadir postihlo 29. února 1960 ve 23.45 ničivé zemětřesení o síle 5,7 Richterovy stupnice, trvající pouze 15 sekund. Následky však byly tragické, většina města byla zničena zcela, trosky pohřbily tisíce lidí. Celkový počet obětí je odhadován mezi 10 000 a 15 000. Zemětřesení také zničilo starobylý Kasbah.

## Hospodářství
Agadir leží v oblasti s velkými zásobami a doly na kobalt, mangan a zinek. Vytěžená ruda ale i pěstované citrusy procházejí agadirským přístavem.
V současnosti je Agadir důležitým centrem rybářství a obchodu a také známým turistickým letoviskem s velkým počtem moderních hotelů s písečnými plážemi.
V městě je mnoho velkých budov, širokých ulic, hotelů a kaváren v evropském stylu. Agadir tak není typickým marockým městem.

## Partnerská města
- Miami, Spojené státy americké
- Chang-čou, Čína
- Montreuil, Francie (2006)
- Nantes, Francie
- Oakland, Spojené státy americké
- Olhão, Portugalsko